# Nikolaj Nikolajevič Semjonov
Nikolaj Nikolajevič Semjonov [nikoláj nikolájevič semjónov] (rusko Никола́й Никола́евич Семёнов), ruski fizik in kemik, * 15. april (3. april, ruski koledar) 1896, Saratov, Rusija, † 25. september 1986, Moskva.

## Življenje in delo
Semjonov je leta 1956 skupaj s Cyrilom Normanom Hinshelwoodom prejel Nobelovo nagrado za kemijo za svoje delo o mehanizmu kemijskih transformacij.
Njegov oče je bil Nikolaj Aleksandrovič, mati pa Jelena Dimitrijevna. Leta 1913 je z odliko končal samarsko realko. Med letoma 1913 in 1917 je študiral na Petrograjski univerzi, kjer je bil Joffejev študent. Leta 1918 je odšel k staršema na počitnice v Samaro, kjer so ga vpoklicali v Kolčakovo belogardistično narodno armado med rusko državljansko vojno. Služil je kot konjevodec v topniški bateriji. Dezertiral je in odšel v Tomsk, ki je bil najbližji njegovemu univerzitenemu mestu in kjer je lahko delal naprej. Od septembra 1918 do marca 1920 je deloval na Univerzi v Tomsku (TGU) in na Politehniki.
Leta 1920 se je vrnil v Petrograd in je postal vodja laboratorija za elektronske pojave Petrograjskega fizikalno-tehniškega inštituta, Postal je tudi namestnik predstojnika inštituta leta 1921. Tega leta se je poročil s filologinjo Marijo Borejše-Liverovsko. Marija je umrla dve leti kasneje. Leta 1923 se je Semjonov poročil z Marijino nečakinjo Natalijo Nikolajevno Burcevo. Rodila mu je sina Jurija in hčer Ljudmilo.
V tem času je leta 1922 skupaj s Kapico odkril način kako meriti magnetno polje atomskega jedra. Kasneje sta naprave in tehniko izboljšala Stern in Gerlach. Njun poskus je znan kot Stern-Gerlachov poskus.
V letu 1925 je Semjonov skupaj s Frenklom raziskoval kinetiko kondenzacije in adsorpcije pare. Leta 1927 je raziskoval ionizacijo v plinih in objavil pomembno knjigo Kemija elektrona. Skupaj s Fokom je razdelal teorijo prebojnega razelektrenja dielektrikov.
Poučeval je na Petrograjskem politehniškem inštitutu in je leta 1928 postal profesor. V letu 1931 je ustanovil Inštitut za kemijsko fiziko Sovjetske akademije znanosti (IHF RAN) in postal njegov prvi predstojnik vse do svoje smrti. Inštitut so leta 1990 imenovali po njem.
Leta 1932 je Semjonov postal stalni član Sovjetske akademije znanosti.